# ルクトゥン
ルクトゥン （ลูกทุ่ง）はタイ王国の大衆歌謡のジャンルのひとつ。田舎歌という意味合いが強い。ここでは「ルクトゥン」表記だが、一般的には「ルークトゥン」が浸透しており、現地の発音に近い。
最初のルクトゥンとされる楽曲がヘム・ウェッジャコーン（เหม เวชกร）作詞・作曲、カムロン・サムブンナノン（คำรณ สัมบุณณานนท์）歌唱の「オー・ジャオサオチャーウライ（โอ้ เจ้าสาวชาวไร่‐おお、農家の花嫁）」で、1938年のラジオドラマの劇中歌だった。
ラーマ5世の治世の末期からラーマ6世の頃、西洋の音楽を学ぼうとイタリアから西洋楽器とその奏法、音楽理論を取り入れ、その影響下で作られた楽曲（おもに歌謡曲）を「ルククルン（ลูกกรุง）」と呼んだ。1931年の頃である。ルククルンが、それまでの民謡などと決定的に違ったのは、伴奏に西洋楽器を使うこと、12平均律旋法を用いるなど西洋音楽理論に基づいた曲調と、大げさなコブシを排した、いわゆるノン・ビブラート唱法に近い都会的な歌唱だった。ルククルンという言葉はルーク（ลูก‐子供という意味）＋クルン（กรุง‐都）で、都会っ子、といった意味になる。
これに遅れて現れた田舎歌はルククルンと対照的にペンタトニックスケールが基調となった「泥臭い」旋律や「こぶしを利かせた情緒的な」歌唱がタイの庶民の心を掴み、いつしかルーク（ลูก‐子供）＋トゥン（ทุ่ง‐原野）で「田舎の子」、すなわちルクトゥンの名で人口に膾炙した。
現在ルクトゥンはタイの音楽市場売上げの最も主要なジャンルで、半期で1,000‐1,500万バーツ超を売上げている。地域による内訳は東北部（イーサーン地方）が50%、バンコク・チェンマイなどを含む中央部・北部を合わせて35%、マレー半島に属する南部が15%となる。

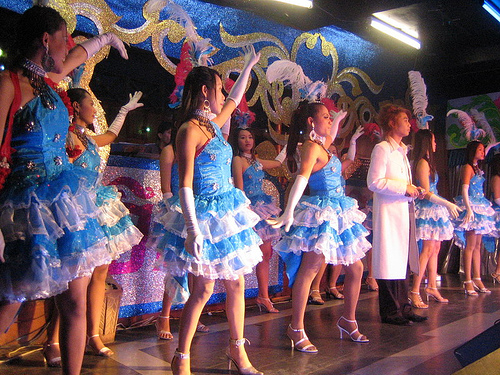
ルクトゥンの舞台

## 概略

### 初期
ルクトゥンの原型のひとつはタイ民謡（เพลงพื้นเมือง）で、ルクトゥンが黎明期を迎える頃まで1曲ごとの上演時間は非常に長かった。これは当時の諸外国の音楽事情と同様に、レコードやラジオの普及によって何度でも同じ曲を繰り返し聴くことができるようになったことにより、それまでのように執拗に主旋律を反復して聴衆に印象づける必要がなくなったことや、SPレコード（78rpm record）の収録時間の制約によって短くなったものと考えられる。さらに、もうひとつの原型は演劇などの舞台音楽で、映画が一般に普及するまえは、劇中に歌が何曲も挿入されることは珍しいことではなかった。また、歌と踊りだけで構成される舞台も盛んで、王室内外のタイ人に人気があった。舞台関係の楽曲も、民謡の理由に同じくルクトゥンの黎明期まで1曲の演奏時間は非常に長いものだった。
ルクトゥンという言葉が公に使われた記録の最初は、ルクトゥン登場から遅れること四半世紀を経た1964年5月1日で、チャムノン・ランシクン（จำนง รังสิกุล）制作のラジオ歌番組名「ルクトゥン歌謡（เพลงลูกทุ่ง）」が初出である。
初期は、ルクトゥンという名が表すように、農作業の傍らで自然発生的に歌われた労働歌や、農作業を歌にした楽曲などが多くみられた。

### 競合
ルクトゥンの最初の競合は1970-72で、競争相手は前述のルククルンだった。どちらも映画の主題歌や挿入歌として人気を博し、この時期たくさんの名曲が作られた。幾人もの歌手が映画に出演し、さらに主演もし、あまつさえ人気を博する者までいて、その競合は熾烈を極めたが、優等生的なルククルンよりも、庶民的なルクトゥンのほうがタイ庶民の支持を受け、この競争のあとルククルン人気は下火になる。

### 世情とルクトゥン
1973年10月14日の事件（血の日曜日事件）の後、タイの庶民の一部はルクトゥンに心の安らぎを求めたのか、まるで事件をきっかけにしたようにスラポン・ソムバッチャルーンを始めとするルクトゥン歌手の人気が急上昇した。特筆すべきは歌詞の内容で、それまで労働歌や、映画の添え物的な作品が多かったのが、この頃から実生活に即したリアルな題材を歌詞に織り込み、また表現方法も押韻、暗喩、対句、擬人法などの技法を盛り込むことが一般的になった。この風潮はのちに現れるタイポップ、ロックなどの歌詞にまで踏襲されることになり、タイの流行歌は総じて歌詞の文芸水準が高い。
1976年10月6日の事件（血の水曜日事件）の後、労働歌としてのルクトゥンは鳴りを潜めた。歌詞は農民の生活そのものよりも個々人の心象や美しさに焦点を合わせ、歌詞の対象も従来の農民だけでなく、若い女性、水商売、マッサージ嬢、労働者、従業員を始めアラブ諸国への出稼ぎ労働者、ウェイトレス、愛人、トゥクトゥク運転手など、弱者に寄り添ったものになっていく。
1976年暮れから1977年にかけて、ルクトゥン業界も世情を反映し疲弊し、レコードやカセット・テープの売り上げは落ち込んだ。

### 新しい波
そして1977‐1985年の間にはルクトゥンとルククルンを聴いて育った世代がデビューした。この頃ルクトゥン歌謡は発展目覚しく、ルクトゥンの業界にもさらに資本が投下され、ショーが催され、勝ち抜きコンテストが開催され、バックダンサーの踊りと衣装に革命が齎された。まさに成熟期と言っていい。
この時期の作詞・作曲家としては、チョラティ・タントン（ชลธี ธารทอง）、チャロン・プーサワン（ฉลอง ภู่สว่าง）、カムピー・セントーン（คัมภีร์ แสงทอง）、チャヤポン・ムアンスパン（ชัยพร เมืองสุพรรณ）スチャーティー・ティアントーン（สุชาติ เทียนทอง）、チュワンチャイ・チンパウォン（ชวนชัย ฉิมพะวงศ์）、ドイ・インタノン（ดอย อินทนนท์）、ダオ・バーンドン（ดาว บ้านดอน）などがいる。
当時、男性歌手で人気だったのがサーヤン・サンヤー（สายัณห์ สัญญา）、クリアンクライ・クルンサヤーム（เกรียงไกร กรุงสยาม）、スラチャイ・ソムバッチャルーン（สุรชัย สมบัติเจริญｰスラポン・ソムバッチャルーンの息子）、ヨーッラック・サラックジャイ（ยอดรัก สลักใจ）、ソンチャイ・メイクウィチャイ（ศรชัย เมฆวิเชียร）、ソンペッ・ソンスパーン（ศรเพชร ศรสุพรรณ）、ポーン・プライソン（พร ไพรสณฑ์）などである。
さて、女性歌手の歌姫は、なんといってもプムプワン・ドゥワンチャン（พุ่มพวง ดวงจันทร์）で、プムプワンはルクトゥンという枠組みを超えてタイの歌謡史上、不世出のスターであった。他に加えてナンティダー・ゲーブワサイ（นันทิดา แก้วบัวสาย）、ダオタイ・ムントラン（ดาวใต้ เมืองตรัง）、ホントーン・ダーオウドン（หงษ์ทอง ดาวอุดร）、ソッシー・プロムセックサーン（สดศรี พรหมเสกสรร）、オーイティップ・パンヤートーン（อ้อยทิพย์ ปัญญาธรณ์）などがいた。
この時期、ルクトゥン人気はタイに遍く定着した。1977‐1985の頃は資本を投下したレコード・レーベルがラジオ・テレビといったメディア媒体で競争を始め、ルクトゥンは音楽産業の要として成長していった。
1985年以来、女性歌手によるコンサートは年毎にファッショナブルになっている。もとはプムプワン・ドゥワンチャンが始めたことで、彼女のコンサートは非常に人気があっただけではなく、ファッションにおいても革命をもたらした。なかでも有名なのは1986年中頃のセントラルプラザ（เซ็นทรัลพลาซ่า）でのコンサートだ。この傾向は他の歌手にも引き継がれ、現在まで続いている。

### 盛衰
1988 - 1992年の間、これはルクトゥン界にとっての停滞期となった。海外のポップミュージックの影響を受けた新しいスタイルの音楽が幾つも登場し、もてはやされた。しかしルクトゥン界には何の目新しい動きもなく、1992年まで雌伏を強いられた。
満を持してインヨン・ヨードブアンガーム（ยิ่งยง ยอดบัวงาม）が1992年に「ソムシー1992（สมศรี 1992）」を引っ提げて登場した。西洋音楽と古いタイ歌唱との融合といっていい新しいルクトゥンで、編曲は西洋音楽寄りで重厚に作られているにも関わらず、歌唱は従来のプロフェッショナルのルクトゥン歌手によって確立された安定感を否定するかのような、アマチュアの田舎歌手のように声を裏返したり、こぶしも不安定に利かせた上に、要所で音程を微妙に外すといったもので、まさに先祖返りした唱法なのに、高い歌唱技術に裏付けされた申し分のない歌だった。評論家が、これをどう評価すべきか考えあぐねているうちに、CDとカセット・テープ（当時のタイではまだまだ現役だった）は爆発的に売り上げを伸ばしていた。
ところで、例えばニッタヤー・ブンスンヌーン（นิตยา บุญสูงเนิน）のターンマイ（ทางใหม่ｰ新しい道）のように中華の趨勢に合わせたような新機軸は、これからもリリースされていくだろう。しかしそれはルクトゥンではない。ティーンエージャーに持て囃される類いの音楽もそうだが、1988 - 1992年の間に登場して一世を風靡したクロスオーバーや、フュージョンなどと呼ばれた音楽は、ルクトゥンに比べて遙かに多様な融合を見せたが、その殆どは姿を消した。

### ルクトゥンの現在
1998年から現在に至るまでも、ルクトゥン業界に参入する者は後を絶たない。1990年代半ばまでは新興レーベルのひとつに過ぎなかったRSプロモーション社（現在はRサイアム社）は、時と共に勢力を拡大し、今ではGMM GRAMMY社と双璧をなす芸能事務所に成長した。今でもRサイアムの主力はルクトゥンであるが、最近は音楽だけに止まらず、'93年からテレビ番組で「RS Loveドラマ（อาร์เอส รักละคร）」シリーズと呼ばれるテレビドラマを制作するようになったのだが、このドラマと主題歌がセットになっていてヒットしている。それまでルクトゥンにさほど興味のなかった若年層も巧みに取り込み業績を伸ばしている。曲はもちろんルクトゥンだ。中でも有名な歌手はコーッ・ジャックラパン・アープコンブリー（ก๊อต จักรพรรณ์ อาบครบุรี）だろう。彼は従来のルクトゥンファンに加えて都市部の若いリスナーまで取り込んでRサイアムの経営陣を喜ばせた。
かつてルクトゥンはラジオのAM波だけで聴かれていたものだが、それがやがて映画、テレビ、インターネットと、その媒体を広げてきた。時代と方法が変わっても、ルクトゥンは私たちの心を魅了し続ける。

## ルクトゥンの要素

### メロディとリズム
黎明期は伝統的なタイの民謡を起源とするのものが多く、民謡の旋律や歌詞の一部を借用するのが一般的だった。特徴として、中部のルクトゥンは旋律を重視した。チョイ（ฉ่อย）の歌、イーセウ（อีแซวｰスパンブリーの民謡）の歌、タムラット（ลำตัดｰスパンブリー民謡）の歌、クロンヤーオ（กลองยาวｰビルマ起源の長太鼓を伴奏に歌う民謡）の歌、舟歌（เพลงเรือｰアユタヤなどの民謡）、収穫歌（เพลงเกี่ยวข้าวｰアユタヤ民謡）などである。
東北部ではラム歌謡（เพลงลำ）またはモーラム（มอลำ）とショーン（เซิ้ง ）があり、中でも人気のあるのがラムトゥーイ（ลำเต้ย）、ラムプレーン（ลำเพลิน）、ラムサーンワン（ลำสารวัน）。メロディアスで人気なのがセーンボンファイ（เซิ้งบ้องไฟ）で、これらを由来とすることもある。中部のルクトゥンに比べ、強いリズムが特徴である。
また、少し時代が下って初期から中期あたりになると、ルクトゥンの古典的名作からメロディーの借用がなされることも多くみられた。ブルーズなどのリフのように短い旋律を借用した。よく使われた原曲には、フォン・ピーロム・ワイポット（พร ภิรมย์ ไวพจน์）、ペットスパーン（เพชรสุพรรณ）、シンナコン・クライラーッ（ชินกร ไกรลาศ）、ランジャックティーポーン（หลังจากที่พร）などがある。
合いの手が入ることもあり、これはヒーゥ（ฮิ้ว）などと呼ばれ、仏教の儀式や聖職者の歌などに多く見られた。今日では感極まった部分でコールアンドレスポンスの形で用いられることが多く、西洋音楽に影響されたルククルン由来とする説もあるが、自然発生的なものだとする説もあり、はっきりしない。
外国のメロディーを歌曲に取り入れた作品もある。特にアジア由来の曲が多く、中国、インド、ラオス、日本、韓国などのメロディーがタイ人に親しまれている。
リズムパターンはさまざまで、初期のゆっくりしたテンポの作品から、時代が進むにつれテンポは速くなる傾向がある。現在、4拍子の楽曲はあえてカテゴライズするならカリプソに近いものが多く見受けられる。また東北部のモーラムに影響された楽曲だと、速い2拍子でダウンビートに強いアクセントを置き、伴奏の打楽器などはリズムが裏に回りシンコペーションの効いたダンサブルな演奏となる。これには導入部のイントロが遅くゆったりしたテンポ・ルバートで、伴奏のないアカペラで歌い上げてから一転して、強いリズムを叩き出すこともあり、よく考えられた構成を持つものも多い。
タイのダンス歌謡をサムチャー（สามช่า・3ช่า ｰ 3つのチャ）と呼び、これはチャチャチャを意味するのだが、リズムパターンの「チャチャチャ」とは全くの別物である。日本でも歌謡曲の「ブルース」が西洋でいうブルースの形式と全く違うように、タイでサムチャーは踊れる楽曲の総称になっている。
旋律は、さまざまなものがあるが、多くの楽曲はペンタトニック・スケール（いわゆるヨナ抜き音階などの五音音階）の旋法を基本に作られている。もっともこれはルクトゥンの特徴ということではなく、ペンタトニック・スケールの旋法はジャズ、ロック、ブルース、各国の民謡、童謡などに幅広く使われるため、タイ独自の手法ということではない。
まれにタイの古典音楽に見られる「７平均律」による歌曲もある。７平均律というのは、西洋音楽が１オクターブを平均に12等分するところを、タイの古典音楽では１オクターブを７等分したもので、ラナート（ระนาด）という名の木琴などはこの音階で作られている。12平均律とは音階もピッチも違うので、西洋音楽の絶対音感または相対音感を持つ者が7平均律の演奏を聴いて頭痛・吐き気などの不調を訴えることは珍しくない。プムプワン・ドゥワンチャンの持ち歌の「หม้ายขันหมาก（檳榔の未亡人）」などが７平均律で作られた楽曲で、新しい試みというより、忘れられた伝統への回帰というべき歌曲であって、この音階は周辺諸国にも見られず（アフリカのモザンビークの一部部族に見られる）、アジアではタイ独自と言っていい。
ルクトゥンのメロディーと日本の演歌の近似性から、ルクトゥンを「タイの演歌のようなもの」と形容する向きがあるが、共通点は先述のペンタトニック・スケールの多用ということと、歌唱法でこぶしを利かせることくらいで、この2点はどちらも日・タイの2国に限ったことではなく、アジアは言うに及ばず世界中で珍しくないことである。また、日本の演歌は短音階の旋律が主流であるが、ルクトゥンでは長音階の旋律の歌曲も少なくない。日本の演歌の成り立ちである演説を歌にした明治時代のものと、現代の日本の演歌は大きく隔たっており、今のスタイルになってから、せいぜい60年足らずであるから、タイのルクトゥンの方が現在のスタイルの日本の演歌より歴史は古く、日本の演歌を模倣して発生した音楽などではないことは自明である。

### 声調と旋律

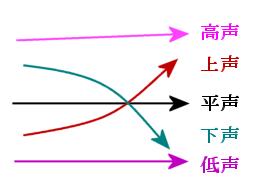
タイ語の声調

タイ語はタイ・カダイ語族の言語で、中国語などと同様に声調がある。タイ語の場合は5種類の声調があり、発声の音程が変わることで意味も変わる言語である。たとえば「新しい木材は燃えない」はタイ語で「ใหม่ ไม้ ไม่ ไหม้」と言い、これを片仮名表記すると「マイ（新しい）マイ（木材）マイ（否定の接頭詞）マイ（燃える）」であるが、それぞれの「マイ」は声調が違い、タイ文字の綴りと声調記号により単語の持つ意味が明確になり、聞く者はその単語の音程で意味を把握する。
ところで、こういった性格を持つタイの言語で歌を歌うときに、メロディーにタイ語を乗せると、作曲者の意図する旋律とは別に、タイ単語の持つ声調に従った音程の上下が加わることになる。声調を犠牲にしてメロディーを優先すると歌詞の意味が不明になるばかりではなく、まったく違った意味になってしまうので、声調が犠牲になることは、ない。
したがって、素になるメロディーの意図しない音程が挟み込まれることは一般に当然のことで、この音程がアヴォイド・ノート（回避音）になってしまうこともしばしばである。このアヴォイド・ノートの出現が大胆で特異な和音解釈を思わせ、タイ歌謡独特のフレージングの大きな特徴になっている。アヴォイド・ノートは多くの場合、テンション・ノートとして構成される。しかし、近年では稀に構成音を転回させて、いわゆる代理コードと解釈して演奏されることもあって、これは西暦2000年前後からタイの演奏者の水準が劇的に向上し、音楽理論の理解が進んだことによる。
このテンション・ノートや代理コードの使用も相俟って、タイの歌謡曲はジャズとの親和性が高い。したがってジャズふうに編曲した楽曲も多く見受けられる。しかしこれはルクトゥンに限ったことではなく、タイ語の歌詞で歌われる歌曲に共通することで、特にルククルンなどはその成り立ちも含めジャズの影響が色濃い。

### 歌詞
ルクトゥンの歌詞に使われる言語には2種類あり、一方はバンコクをはじめ中央部で使われる標準的タイ語である。もう一つは方言で、標準語でない場合はタイ東北部のイーサーン語が混じることが多い。他に僅かながらチェンマイあたりの北部訛りや、さらに僅かに南部訛りの歌詞が混じることもある。また、標準語圏とはいえバンコク近郊のスパンブリー訛りの語彙を用いた作品などもある。標準語で歌う作品が多数を占めるが、方言混じりで歌う者、また普段は標準語だが作品によって方言混じりの作品を歌う者もいる。
方言混じりで歌う歌手として著名なのはチャイ・ムァンシン（ชาย เมืองสิงห์）、ルムペット・ラムシン（รุ่งเพชร แหลมสิงห์）ソンシリー・ピープラチュワッ（ศรคีรี ศรีประจวบ）、ソンペット・ソンスパン（ศรเพชร ศรสุพรรณ）、サーヤン・サンヤー（สายัณห์ สัญญา）、シーラパン・ウィーラポン（จีระพันธ์ วีระพงษ์）など。北部訛りが混じる歌手では、ケット・ラッタカーン（แคท รัตกาล）などがいる。
歌詞の内容については、農村の伝統と人間関係を綴ったものが基本である。ほかに仏教へのこだわり、信念もある。また民謡などの伝統、祭り、四季折々の風物詩、儀式に関するものなどバリエーションは多い。
ルクトゥンの歌詞は、タイの農民社会と生活様式を反映するだけでなく、タイの田舎の自然環境の描写も重要だ。畑、川、動物、風、太陽、月明かり、星など。歌の登場人物は農村部の人々あるいは愛に溢れる貧しい人々だ。職業、家、居住地、着衣、食事、娯楽。そして時には迷信や占星術のような信念体系と価値体系が歌われる。国立機関、宗教 、君主の価値、富裕への渇望、権力、都市での生活、悪魔と女性。とくに女性のイメージは重要で、純潔を失うとか騙されるなどの状況、あるいは男性と一緒にいる幸福などがよく歌われる。

### 楽器

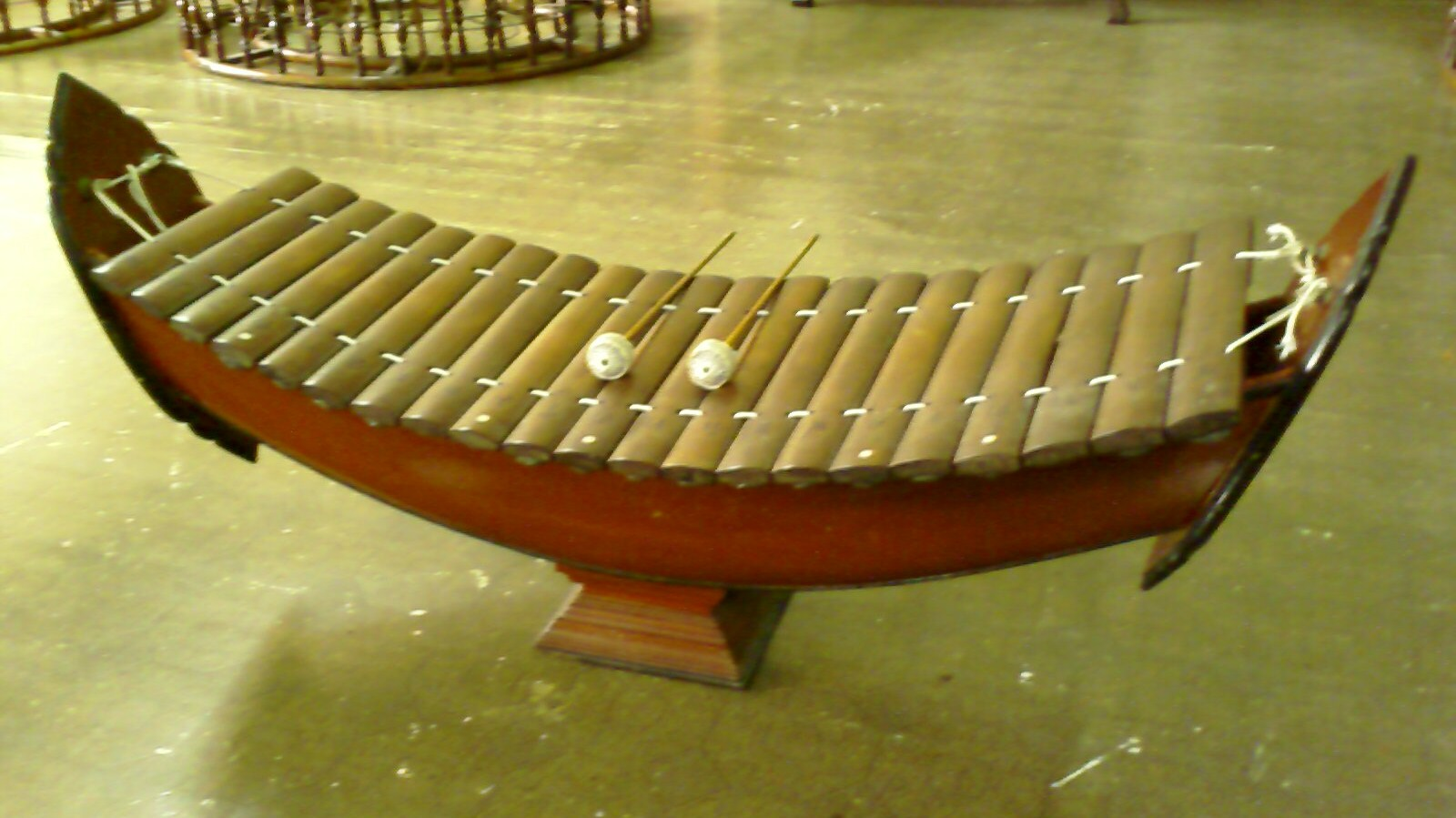
ラナート

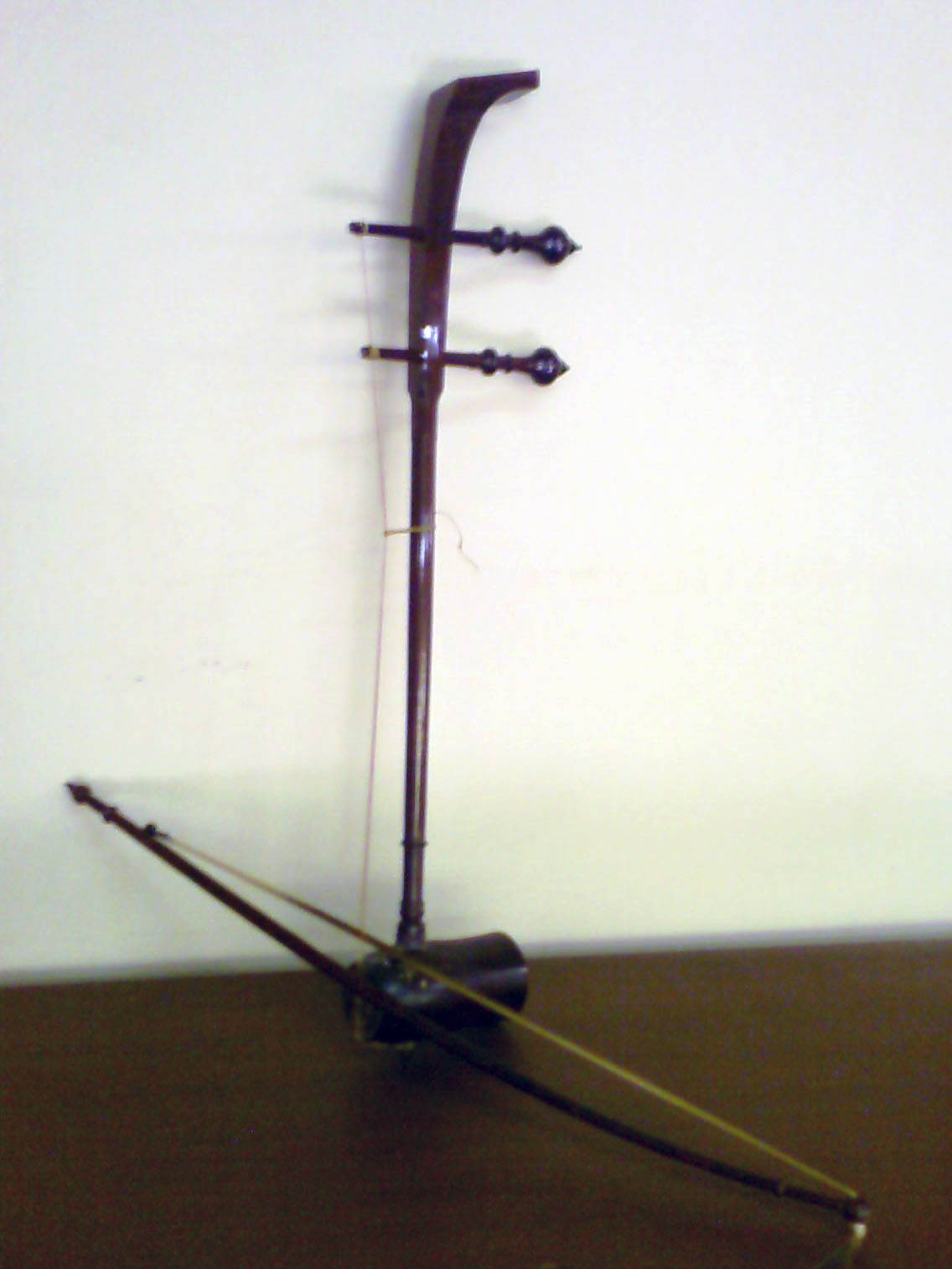
ソードゥアン

「初期のルクトゥンの録音には西洋楽器が使われました。古いタイの歌。土着の歌なのに」と、クンウィチットマークラー（1930年代活躍の作詞・作曲家）は言った。
しかしその後録音の機会が増えるにつれ、その演奏には民族音楽のための楽器も使用するようになった。ラナート (ระนาดｰ木琴) 、ソードゥアン (ซอด้วงｰ二胡)、チン (ฉิ่งｰシンバル)、 トレー (แตรｰ管楽器)、タフォーン (ตะโพนｰ太鼓)などなど。
やがて西洋楽器と共演できるよう、ヂャケー (จะเข้ｰフレット付三弦ツィター)、 ラナート (ระนาดｰ木琴)など、西洋楽器のピッチ（音程）や音階に合わせられるように改造した楽器も作られるようになった。
そして、これらの楽器と西洋楽器を使用して、管・弦楽器とリズム楽器からなる12〜18ピースバンドがルクトゥンの伴奏の基本となった。

### 踊り子

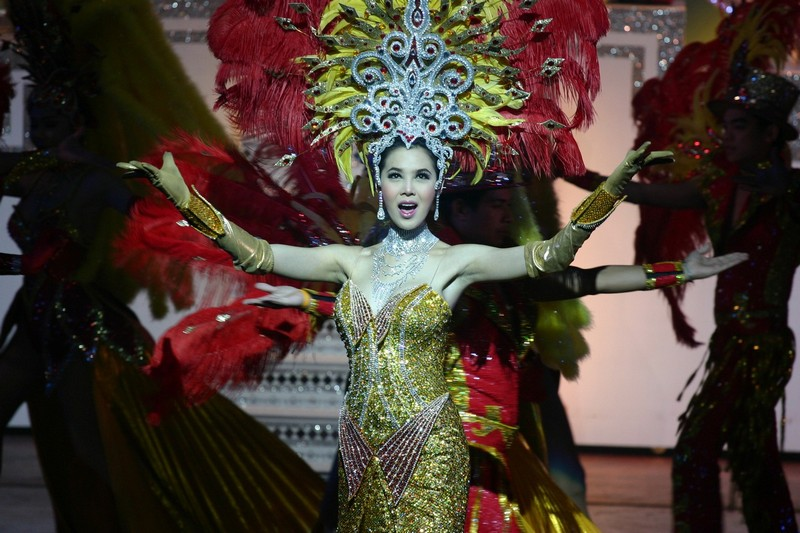
踊り子の衣装

ルクトゥンでは、コンサートやテレビ出演時に歌手が歌っている後ろで踊る踊り子達がいるのが通常である。
タイで最初にバックダンサーを引き連れて歌ったのはスラポン・ソムバッチャルーンで、1964年から1967年の間のことだった。初めは4人だったのが6人に増え、人数が多ければ多いほど豪華ということになった。
この踊り子たちを称して「ハンクルアン（หางเครื่องｰ直訳：機械仕掛けの尾）」と呼ぶのだが、これは最初の踊り子達の出身地が全員チョンブリー県サタヒップ郡バーンサレイ（บางเสร่）村のハンクルアン集落（หมู่บ้านหางเครื่อง）の出身だったからである。この名前からの連想でダンサーの衣装の背後に大きな羽根飾りを尾として取り付けた。これが楽曲に合わせて揺れることでリズムを強調できるという理屈で、このダンスを「ケヤオ・ハンクルアン（เขย่าหางเครื่องｰ機械仕掛けの尾を振る）」といった。リズムに合わせて衣装の飾りが派手に動くことで、よりリズムが感じられ、鮮やかで楽しいのだという。
当初、踊り子は男性と女性が半々で、現在のようなセクシーな踊りではなく、道化役がいる喜劇的なものだった。これは当時フランスのパリにあったフォリー・ベルジェール（Folies Bergère）の舞台に着想を得て、発展させたものだった。踊りというより、楽曲に合わせて羽根飾りの尾を揺らして歩いていた。衣装も現在のように肌の露出が多いものではなく、1966年までは洋服に尾を縫い付けただけのものだった。ダンサーの手配は、先駆となったスラポン・ソムバッチャルーンの死去により、未亡人のシームワン・ソムバッチャルーン（ศรีนวล สมบัติเจริญ ）に引き継がれ、ダンサーの数は10人にまで増え、ルクトゥン舞台の重要な要素となった。
1974年頃から、ダンスは歌曲に合わせて踊るという現在のスタイルになった。いつしか当然のようにタイ伝統舞踊や西洋のモダンダンスの動きも加わり、賑やかしの添え物ではなく観客を魅了するものも現れた。
この頃、踊り子の数は増加し、1977年の踊り子の黄金期になると、歌手専属のビッグバンドは専属ダンサーも抱えるようになり、その数は約60人ということも珍しくなく、当時の衣装代は100万バーツにもなったという。
ダンサーの衣装は、鮮やかな黄金、黒い生地をはじめ、赤、青、緑、ピンクなど明るい色の服を着る。そしてネックレス、スパンコール、ブレスレット、 ピアスや花で飾り立てる。男性はブーツを着用することもしばしばである。
現在、踊り子は民謡などの伝統とは無縁になったものが多く、西洋文化の影響が強い。ともあれ、ビジネス面ではルクトゥンに踊り子は不可欠なものになっている。一般の観客は踊り子達の踊りや衣装を心から愛し、歓喜している。

## 事業としてのルクトゥン
タイ国内で音楽市場のレコード、カセットテープの売り上げが初めて記録されるようになったのは1967年のことである。テレビというメディアが、この市場に大きな役割を果たした。しかし、ルクトゥンは政治の低迷を反映してか1977年に一度は下火になった。その後持ち直したものの、1998年にはアジア通貨危機に見舞われ、再び不況に喘いだ。今ではまた隆盛を誇り、新たな歌手達が続々とデビューして新しい事業を担っている。
今日、ルクトゥンはタイ王国にとって大規模な市場で、大小合わせ多数のレーベルが音楽市場に広い基盤を持っている。主な市場シェアの割合は、はイーサーン（東北）地方が50％を占め、北・中央部が35％、南部が15％である。会社別ではグラミーゴールド社（แกรมมี่โกลด์）が市場シェアの65％を占め、次いでＲサイアム社（อาร์ สยาม）の 19％。その他の合計が16％である。
2006年の音楽市場の総事業売上は、2005年から9％増加して約7,100万バーツであり、タイの全市場の中でも音楽市場は重要なものの1つである。全音楽のうち、ルクトゥンは45%で、その他の音楽が合わせて30％。歌詞（ルクトゥン含む）が20％、その他が5%という内訳である。
今日、ルクトゥンに限らず音楽産業で問題になっているのは違法コピーしたＣＤやカセット、違法にダウンロードされる音源や画像のデータなどが市場に廉価あるいは無料で大量に出回っていることで、これにより売上が低迷している。そのため、一部の音楽レーベルは曲を宣伝する代わりにアーティストとそのステージを宣伝し、コンサートなどで収益を上げるようになってきている。

### ラジオ、テレビ、映画
勝ち抜き歌謡コンテストとタイ中の学校のバンド活動で、ルクトゥン文化は新人を獲得し続けてきた。
もともとルクトゥンはAMラジオによって放送されていた。これは1997年にFMラジオ放送局が設立されるまでルクトゥンにとっても最大のメディアだった。しかしFMラジオ番組が始まって以来、ルクトゥンの概念は大きく変わった。
ルクトゥンFM(95MHz)は、それほど古風ではないスタイルの24時間のルクトゥン・ラジオ局で、手法としてはMTVを模倣したルクトゥン専門のラジオ局だった。後にこの局は大人気になり、2001年に開催されたゴールデンリースアワードで大賞を獲得した。このルクトゥン放送局の誕生は、DJに重点を置いたリスト形式のルクトゥン解放区[24]であり、電話のやり取りを反映してリスナーと友達になり、次々とヒット曲を紹介するスタイルは、あっという間にラジオのリスナーを取り込み、全国に30万人の聴取者を獲得した。それまでのラジオ番組と決定的に違ったのは、深夜と、午前3時から午前5時までの間のリスナーが爆発的に増えたことだった。
いっぽう、テレビ業界でも、さまざまなバラエティーヒットショー番組が作られた。歌謡番組も人気だったが、中でも人気を誇ったのは新人発掘番組で、これは本来の目的の新人発掘だけでなく、番組を観て感情移入した視聴者の応援があって、デビュー後のCDなどの売上に繋がるものだった。この新人歌手発掘番組には、トゥルー・アカデミー・ファンタジア（ทรู อะคาเดมี่ แฟนเทเชีย）、 スターを探せ（เดอะสตาร์ ค้นฟ้าคว้าดาว）、ザ・シンガー（เดอะ ซิงเกอร์）ルクトゥン・タイ新星プロジェクト（โครงการดาวรุ่งลูกทุ่งไทยแลนด์）が有名である。
タイ映画には、ルクトゥンに関連するコンテンツを持つ作品もある。ペンエーク・ラッタナールアン（เป็นเอก รัตนเรือง）監督の2001年の作品「ムンラック・トランジスター（มนต์รักทรานซิสเตอร์ｰ邦題：わすれな歌）」 と、2002年のサハモンコン・インターナショナル・シネマ社の作品で「ムンプレーン・ルクトゥンFM（มนต์เพลงลูกทุ่ง เอฟ.เอ็ม.）」 など、タイのルクトゥン関連の映画作品は170本を超える。中にはイーサーン地方出身のルクトゥンの人気グループであるポンラン・サオーン（โปงลางสะออน）を題材にした2007年の映画「ポンランサディン・ラムシンサイナー」のように総収入7,500万バーツといった大ヒット作品もある。

### ルクトゥンと商品

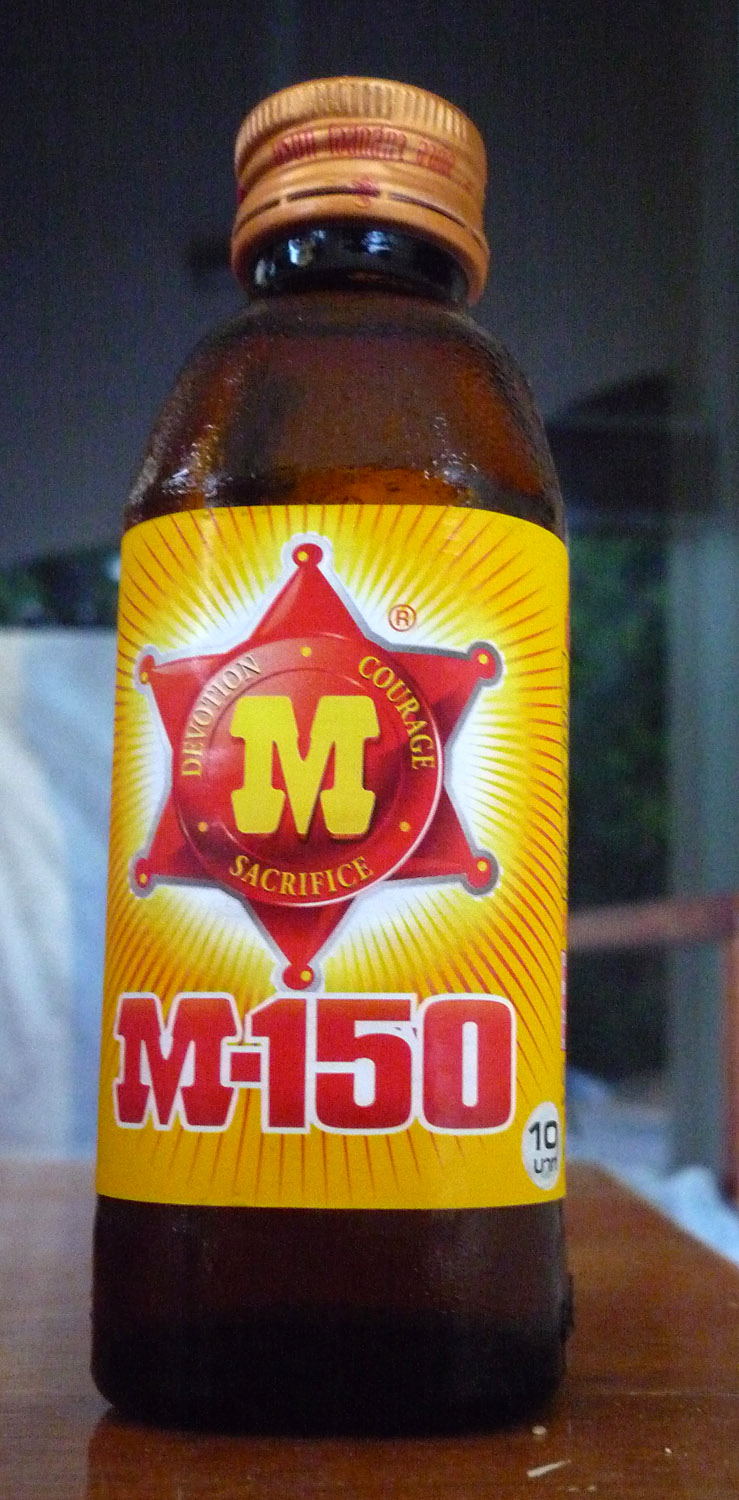
M-150

ルクトゥン市場の変遷は、ルクトゥンにまつわる幾多の商品を登場させた。ルクトゥンを好む購買層には低所得者が少なくなかったことから、ことさら低価格の商品で消費者にアピールする戦略が増えた。こういった需要に、ルクトゥンは非常にうまく対応した。小回りが利いて判断の早い中小規模の製造会社は多数あった。需要は多様だったから、製品も多様化した。また、大企業も資本に裏打ちされた企画を打ち出すようになった。
エナジードリンクは最もターゲットを絞った商材の1つで、たとえば「Mｰ150」を好む労働者層（西暦2000年頃まで、タイでは栄養飲料を人前で飲むような行為は下品とされ、購入も人目につかぬよう心がけるのが一般的だった）に、ルクトゥン業界は年間およそ7000万バーツもの予算を使う。M-150だけでなく、他社のエナジードリンクもルクトゥン関連の広告を打つ。歌詞にダイレクトに製品名を入れたりもし、今ではプロ・スポーツとのタイアップなども積極的に打ち出し、エナジードリンクのイメージはかつてと比較してそれほど悪いものではない。
従来の歌詞の例として、「7人の善人は買う必要がない」といったコンビニエンス・ストア・チェーンを連想させる歌詞があったが、今では「カールフールのKFCで彼女を待つ」といった歌詞のように、比喩の必要はなくなった。
また、45万人いるタイ王国の携帯電話使用者のうち、AIS社の携帯電話を使用する人は27万人いて、タイアップしているのはピー・サダーッ（พี สะเดิด）というフォーク歌手だ。結婚式のビデオはグラミー社所属のフォン・タナソントーン（ฝน ธนสุนธร）がタイアップしている。Rサイアム社のアジャリヤー・プムプック（อาจารียา พรหมพฤกษ์）に至っては30バーツの音楽配信を4,000万ダウンロード達成するために、SIMカード関連会社と提携している。この売上はトゥルー・コーポレーションの総収入の9.6％を占め、合計で2億2,300万バーツにも上る。
自動車産業では、トヨタはイーサーン地方の歌姫チンタラー・プーンラープとタイアップし、いすゞはチャクラパン・コンブリティラコット（จักรพันธ์ ครบุรีธีรโชติ）と契約した。

## 啓発活動
労働者の士気を高めるような上質なルクトゥンの作者や歌手と認められた者には「ランワン・マーライ・トーン（รางวัลมาลัยทองｰ黄金の花輪賞）」が与えられる。2001年以来、タイ・ルクトゥンFM（สมาคมลูกทุ่ง เอฟ. เอ็ม.） とMCOT FM が協賛してきた。MCOT FMは、国立文化委員会と共に、ランワン・マハナコーン・アワード（รางวัลมหานครอวอร์ดส）というチャリティー・イベントも開催した。
1989年、国家文化委員会は9月16日に初の「半世紀に亘るルクトゥン賞」を開催した。折しもこの頃はルクトゥン業界が低迷した時期だった。それでも多くのタイ国民はルクトゥンを聴いているように見受けられたので、タイのテレビ局と国立文化委員会はルクトゥンをサポートした。すでに大スターだったプムプワン・ドゥワンチャンを招聘し、そのライブを放送し、国民の好評を得た。
翌1990年には「半世紀に亘るルクトゥン賞2」を開催。前年に続いてプムプワン・ドゥワンチャンの受賞があり、メダルの授与だけでなく、シリントーン王女が来駕して、王女の作詞・作曲とされる楽曲「ソムタム（ส้มตำ）」をプムプワンに授けた。この曲は大ヒットし、プムプワンの代表作の1つとなった。
さらに翌1991年、委員会はスナリー・ラチャシマを中心にルクトゥン・コンテストを開催。好評裏に幕を閉じた。
1991ｰ2012年、当時の国家文化委員会会長ソムサック・プリッサナーナンタクン（สมศักดิ์ ปริศนานันทกุล）元文部省大臣の主導により音楽と民俗芸能の舞台芸術における国民的アーティストに賞を与えた。ルクトゥン部門の受賞者は次の通り。
- パヨン・ムクダー（พยงค์ มุกดา）ルクトゥン作曲家（1991）
- ポンシー・ワラヌック（ผ่องศรี วรนุช）ルクトゥン歌手・コーラス（1992）
- チャイ・ムアンシン（ชาย เมืองสิงห์）ルクトゥン歌手、作詞・作曲家（1995）
- ワイポット・ペットスパン（ไวพจน์ เพชรสุพรรณ）ルクトゥン歌手、作詞・作曲家（1997）
- チャイチャナ・ブンナチョー（ชัยชนะ บุญนะโชติ）ルクトゥン歌手（1998）
- チンラコン・クライラーッ（ชินกร ไกรลาศ）ルクトゥン・民謡歌手（1999）
- チョラティー・タントン（ชลธี ธารทอง）ルクトゥン作曲家（1999）
- ロップ・ブリラット（ลพ บุรีรัตน์）ルクトゥン歌手（2005）
- プラヨン・チュンイェン（ประยงค์ ชื่นเย็น）ルクトゥン作曲家（2009）[32]
- プーン・プロムデーン（เพลิน พรหมแดน）ルクトゥン歌手（2012）

## 論争
1940年前後、タイで最初のルクトゥン歌手（当初は俳優として有名だった）カムロン・サムブンナノン（คำรณ สัมบุณณานนท์）の人気を快く思わない人たちがいた。当時、独裁政権と言われたプレーク・ピブーンソンクラーム首相（1957年の革命の後、トラート県に逃げ、そこからカンボジアへ亡命。その後、日本へ移り住み東京で亡命生活を送り、神奈川県相模原市で一生を終えた）率いる政府である。政府としては、「プーテンクワーイ（ผู้แทนควายｰ野牛ー馬鹿の意ありーの代表）」、「タレンカンアイトゥイ（แถลงการณ์ไอ้ทุยｰなんてこった）」、「アスーンキンムアン（อสูรกินเมืองｰ街を食う悪魔）」のような国への不満を表明する歌曲は国民に聴かせるべきではないと考えた。
2003年、タイ文部省は公序良俗に反した咎により発売・放送を禁止した18曲の歌曲を明らかにした。「ミア・ピー・ミーチュー（เมียพี่มีชู้ｰ妻の不倫）」のように公序良俗に反しながら何十年もの間歌われてきた歌は多い。それでも文部省は、道徳・タイの伝統・貞操に反する歌曲は発売・放送を禁止すると発表した。チャイ・ムアンシン（ชาย เมืองสิงห์）やカムロン・サムブンナノーン（คำรณ สัมบุญณานนท์）のように敬虔な仏教徒は、良い行動の規範になる、とも語った。
タイ軍事クーデターの前年のこと、歌手スクマー・マニガーン（สุขุมา มณีกาญจน์ｰ当時36歳）の広告写真のドレスの胸が大きくはだけているのは道徳的でないと、タイ文部省は非難した。これを不服としたスクマーだったが、文部省は2007年発表のスクマーの曲「お母さん、ごめんね（ขอโทษแม่เฒ่า）」の歌詞「老母に訊くのは間違ってるし、バンコクに一緒に集まるのも老母に訊くのと同様に間違ってる（ลูกผิดที่เอากันก่อนที่จะมาสู่ขอแม่เฒ่า ลูกมาอยู่ กทม.ลูกผิดที่เอากันก่อนจะมาสู่ขอแม่เฒ่า）」の部分が猥褻だとして放送禁止を求めた。しかしながら程なくして文部省はこの禁止の要請を取り下げた。文部省が主張する「一緒に集まる（เอากัน）」の歌詞が猥褻だとするのは、いくら何でも言い掛かりだとするのが世論だったし、スクマーの出身のイーサーン地方では「暮らす」くらいの意味しかないと判明したからだった。またミュージックビデオの映像を見ても猥褻な表現はどこにもなく、この件に関して論争は終結した。
最近では、2017年6月、プラユット首相が「腰の振り方が不埒である」と、モーラム／ルクトゥン歌手のラムヤイ・ハイトンカム（ลำไย ไหทองคำ）に苦言を呈したせいで、逆に注目を浴び、人気沸騰してしまった例があった。ラムヤイは早速、新曲「プーサオ・カー・フィヤオ（ผู้สาวขาเฟี้ยวｰ見事な足の少女）」をリリース。腰振りの回数を減らして、肌の露出も減らしたとしたMVを公開した。このMVでは3:25辺りで首相が親指を立てて肯定する映像がカットインされて、タイ国民の話題になった。

## 代表的なルクトゥン歌手
- スラポン・ソムバッチャルーン
- ポーンシリ・ワラヌット
- サーヤン・サンヤー
- ヨーッラック・サラックジャイ
- プムプワン・ドゥワンチャン
- チンタラー・プーンラープ
- スナリー・ラチャシマ